# Seseli djianeae
Seseli djianeae är en flockblommig växtart som beskrevs av Jacques Gamisans. Seseli djianeae ingår i släktet säfferötter, och familjen flockblommiga växter. Inga underarter finns listade i Catalogue of Life.